# 関東信越厚生局
関東信越厚生局（かんとうしんえつこうせいきょく）は、埼玉県さいたま市中央区にある厚生労働省の地方支分部局。首都圏（茨城県、栃木県、群馬県、埼玉県、千葉県、東京都、神奈川県、山梨県）及び信越地方（新潟県、長野県）を管轄している。また同麻薬取締部には大規模港湾施設である横浜港を背後に抱えている為、別途横浜に分室を設けている。神戸分室（神戸港）、小倉分室（門司港）と同様。

## 組織
- 総務管理官
  - 総務課
  - 企画調整課
  - 年金指導課
  - 年金調整課
- 健康福祉部
  - 健康福祉課
  - 指導養成課
  - 医事課
  - 食品衛生課
  - 保険課
  - 年金課
- 指導総括管理官
  - 管理課
  - 医療課
  - 福祉指導課
  - 指導監査課（埼玉県を管轄）
  - 都県事務所（埼玉県を除く）
- 特別指導管理官
  - 特別指導第一課
  - 特別指導第二課
- 麻薬取締部
  - 調査総務課
  - 捜査企画情報課
  - 捜査第一課
  - 捜査第二課
  - 特別捜査課
  - 国際情報課
  - 鑑定課
  - 指定薬物対策官
  - 横浜分室
  - 情報官
  - 鑑定官
- 社会保険審査官

なお、指導監査課と社会保険審査官は埼玉県さいたま市浦和区の朝日生命浦和ビル、麻薬取締部は東京都千代田区の千代田区役所と同じ九段第3合同庁舎に、横浜分室は横浜第二合同庁舎に所在している。

## 局長
| 氏名       | 出身省庁 | 前職                                                                           | 就任年月日   |
| ---------- | -------- | ------------------------------------------------------------------------------ | ------------ |
| 池田千絵子 | 厚生省   | 厚生労働省大臣官房総括審議官（国際保健担当） （命）内閣官房TPP等政府対策本部員 | 2019年7月9日 |